# کریوایا (بلاتسه)
کریوایا (به صربی: Krivaja) یک منطقهٔ مسکونی در صربستان است که در بلاتسه واقع شده‌است. کریوایا ۱۷۳ نفر جمعیت دارد.